# Andreï Gontcharenko
Andreï Nikolaïevitch Gontcharenko est un homme d'affaires russe milliardaire, PDG d’une filiale de Gazprom. 

## Patrimoine immobilier
Il est le propriétaire, à Londres, de quatre demeures d’exception :

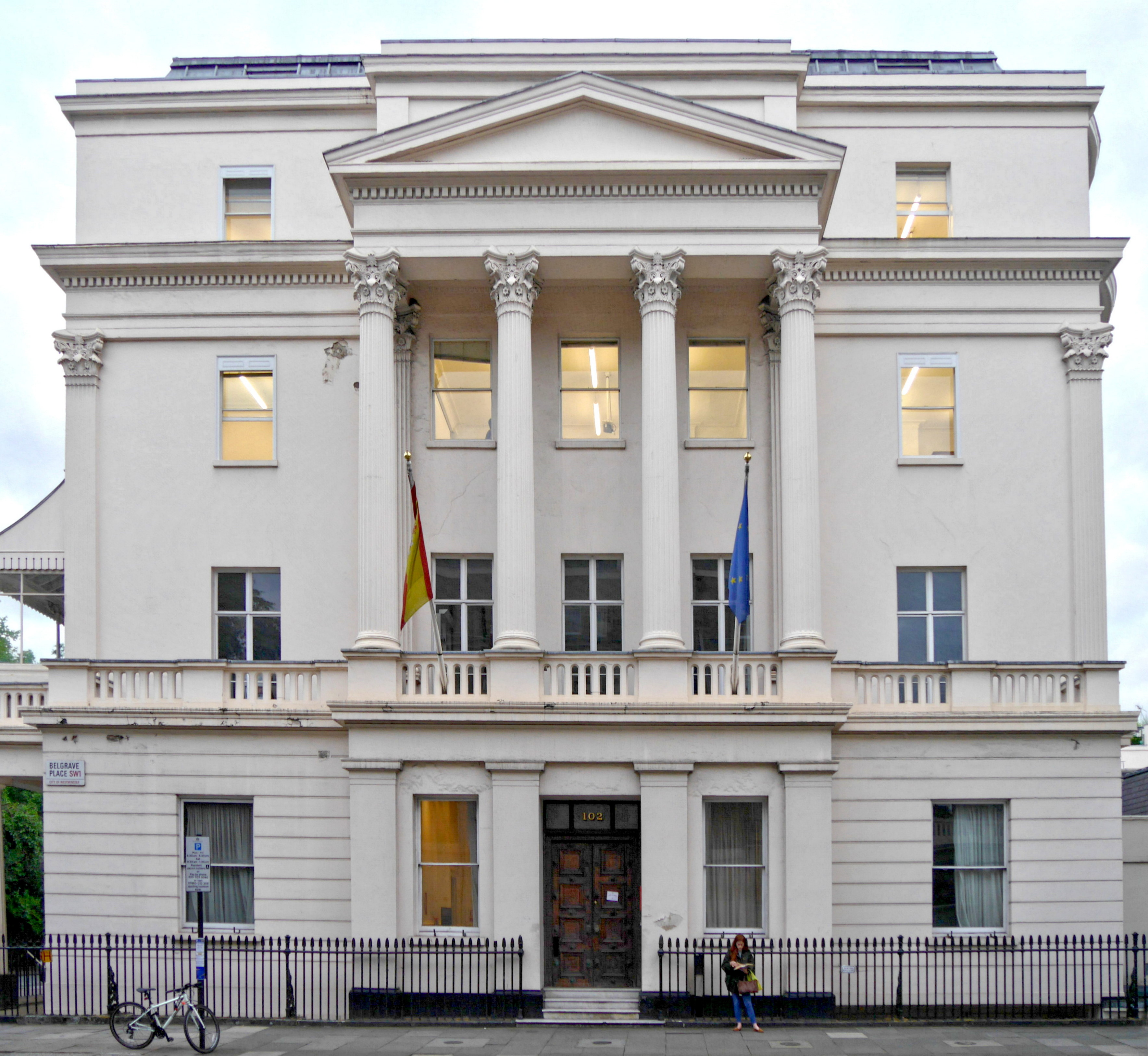
No 102, Eaton Square.

- Hanover Lodge, la maison la plus chère du Royaume-Uni, donnant sur Regent's Park ;

- 50, St James's Street ;

- 102, Eaton Square ;

- propriété, Lyndhurst Road, Hampstead.